# 高舉 (統和進士)
高举（?—?），籍贯、字号均不详。辽代狀元。
辽圣宗統和六年（988年）开科取士，仅仅取中高举一人。由于该科是辽朝首次开科，高举成为貢舉下的第一位狀元。